# Зимові Азійські ігри 1990

Талісман

Зимові Азійські ігри 1990, або II Зимові Азійські ігри — міжнародне спортивне змагання, яке відбувалось з 9 по 14 березня 1990 року в Саппоро, Японія. Початково другі зимові Азійські ігри мали проходити в Індії. Але через технічні та фінансові проблеми зв'язані з незакінченою побудовою потрібної спортивної інфраструктури у 1989 році було прийнято рішення ще раз провести ігри в японському місті Саппоро. Уперше до змагань приєднались: Китайський Тайбей, Іран і Філіппіни. На ці змагання Гонконг відправив лише делегацію чиновників, у змаганнях участі не брав.

## Календар
| ● | Церемонія відкриття | ● | Змагання | ● | Церемонія закриття |

| Березень            | 9 | 10 | 11 | 12 | 13 | 14 |
| ------------------- | - | -- | -- | -- | -- | -- |
| Церемонії           | ● |    |    |    |    | ●  |
| Гірськолижний спорт |   |    |    |    |    |    |
| Лижні перегони      |   |    |    |    |    |    |
| Стрибки з трампліна |   |    |    |    |    |    |
| Ковзанярський спорт |   |    |    |    |    |    |
| Шорт-трек           |   |    |    |    |    |    |
| Хокей із шайбою     |   |    |    |    |    |    |
| Біатлон             |   |    |    |    |    |    |

## Види спорту
Так як у цей час проходив Чемпіонат світу з фігурного катання 1990, змагання з фігурного катання були відмінені.
- Гірськолижний спорт (4) (докладніше)

- Біатлон (3) (докладніше)

- Лижні перегони (6) (докладніше)

- Хокей із шайбою (1) (докладніше)

- Шорт-трек (10) (докладніше)

- Ковзанярський спорт (9) (докладніше)

### Демонстраційний спорт
- Стрибки з трампліна (1) (докладніше)

## Країни-учасники
У змаганні брали участь 9 команд, загалом 310 спортсменів.
| Країна            | КС |
| ----------------- | -- |
| Китай             | 73 |
| Індія             | 12 |
| Японія            | 80 |
| Монголія          | 7  |
| Північна Корея    | 54 |
| Південна Корея    | 63 |
| Філіппіни         | 1  |
| Іран              | 10 |
| Китайський Тайбей | 5  |

## Таблиця медалей
| Місце                      | Країна         | Золото | Срібло | Бронза | Загалом |
| -------------------------- | -------------- | ------ | ------ | ------ | ------- |
| 1                          | Японія         | 18     | 16     | 13     | 47      |
| 2                          | Китай          | 9      | 9      | 8      | 26      |
| 3                          | Південна Корея | 6      | 7      | 8      | 21      |
| 4                          | Північна Корея | 0      | 1      | 4      | 5       |
| 5                          | Монголія       | 0      | 0      | 1      | 1       |
| Разом                      | Разом          | 33     | 33     | 34     | 100     |
| Примітка: приймаюча країна |                |        |        |        |         |